# Elbasan Aréna
Az Elbasan Aréna (albánul Elbasan Arena), 2014 előtt Ruzhdi Bizhuta Stadion (Stadiumi “Ruzhdi Bizhuta”) multifunkcionális sportstadion az albániai Elbasan városában. A stadiont 1967-ben építették és adták át Ruzhdi Bizhuta Stadion néven, és a mai KF Elbasani – akkori nevén KS Labinoti – labdarúgócsapatának otthonául szolgált. Két alkalommal, 2001-ben és 2014-ben is átesett renovációs munkálatokon. Jelen állapotában és nevén 2014. október 8-án adták át. Az albán labdarúgó-válogatott a 2016-os Európa-bajnoki selejtezők alatt itt játszotta hazai mérkőzéseit. Ez Albánia második legnagyobb stadionja a shkodrai Loro Boriçi Stadion után. Maximális befogadóképessége 12 800 fő.

## Története
Az Elbasan Aréna 1967-ben nyílt meg Ruzhdi Bizhuta Stadion néven. Az KF Elbasani labdarúgócsapatának azért építettek új stadiont az 1960-as években, hogy az előtte használt elavult létesítményéből egy új, modernebbe költözhessen. A Ruzhdi Bizhuta Stadiont csak az Elbasani használta, azonban 2014-ben bejelentésre került, hogy az albán labdarúgó-válogatott is ebben a létesítményben fogja játszani hazai mérkőzéseit a 2016-os Európa-bajnoki selejtezők alatt. Az Albán labdarúgó-szövetség ezzel a döntéssel tette lehetővé a nemzeti csapat otthonául szolgáló Qemal Stafa Stadion felújítását.

### 2014-es átépítés
Mielőtt ez megtörténhetett volna, Az Elbasan Arénának is át kellett esnie egy rekonstrukciós időszakon, amelynek költsége 5,5 millió euró volt. A stadionnak az UEFA által megkövetelt szabványokra való felkészülése 2014 februárjában kezdődött, és hét hónappal később, októberben fejeződött be.
Számos fejlesztés történt a stadionban; többek között új fényszórók, 12 500 új műanyag ülés, új öltöző, és új eredményjelző felszerelése, valamint a játékfelület teljes felújítása.

### Megnyitó
Az újjáépített stadion hivatalos megnyitója 2014. október 11-én volt, ezen a napon a dán labdarúgó-válogatottal játszott Európa-bajnoki selejtezőt az albán nemzeti csapat. A mérkőzést telt ház, 12 800 néző előtt rendezték, a találkozó 1–1-es döntetlennel ért véget. Hazai részről Ermir Lenjani volt eredményes a 38. percben, a dánok Lasse Vibe góljával egyenlítettek a 81. percben.
| 2014. október 11. 20:45 UTC |

| Albánia           | 1–1   | Dánia          |
| ----------------- | ----- | -------------- |
| Ermir Lenjani 38' | (1–0) | Lasse Vibe 81' |

| Elbasan Nézőszám: 12800 Játékvezető: Kassai Viktor |

| Albánia (4–3–3):     |    |                   |  |     |
|                      |    |                   |  |     |
| GK                   | 1  | Etrit Berisha     |  |     |
| RB                   | 4  | Elseid Hysaj      |  |     |
| CB                   | 5  | Lorik Cana        |  |     |
| CB                   | 15 | Mërgim Mavraj     |  |     |
| LB                   | 7  | Ansi Agolli       |  |     |
| DM                   | 13 | Burim Kukeli      |  |     |
| CM                   | 22 | Amir Abrashi      |  |     |
| CM                   | 14 | Taulant Xhaka 82' |  |     |
| RW                   | 2  | Andi Lila 87'     |  |     |
| LW                   | 3  | Ermir Lenjani     |  |     |
| CF                   | 19 | Bekim Balaj 69'   |  |     |
| Cserék:              |    |                   |  |     |
| GK                   | 12 | Orges Shehi       |  |     |
| GK                   | 23 | Alban Hoxha       |  |     |
| CB                   | 6  | Debatik Curri     |  | 87' |
| RW                   | 8  | Herolind Shala    |  |     |
| FW                   | 9  | Edmond Kapllani   |  |     |
| LM                   | 10 | Valdet Rama       |  | 82' |
| RM                   | 11 | Emiljano Vila     |  |     |
| FW                   | 16 | Sokol Cikalleshi  |  | 69' |
| CM                   | 17 | Alban Meha        |  |     |
| FW                   | 18 | Hamdi Salihi      |  |     |
| CM                   | 20 | Ergys Kaçe        |  |     |
| MF                   | 21 | Armando Vajushi   |  |     |
| Szövetségi kapitány: |    |                   |  |     |
| Gianni De Biasi      |    |                   |  |     |

| Dánia (4–3–3):       |    |                       |
|                      |    |                       |
| GK                   | 1  | Kasper Schmeichel     |
| RB                   | 2  | Peter Ankersen        |
| CB                   | 3  | Simon Kjær            |
| CB                   | 5  | Andreas Bjelland      |
| LB                   | 7  | Nicolai Boilesen      |
| RM                   | 9  | Pierre-Emile Højbjerg |
| CM                   | 10 | William Kvist         |
| LM                   | 11 | Christian Eriksen     |
| RW                   | 12 | Yussuf Poulsen        |
| LW                   | 19 | Michael Krohn-Dehli   |
| CF                   | 23 | Nicklas Bendtner      |
| Szövetségi kapitány: |    |                       |
| Morten Olsen         |    |                       |